# Steven Adams
Steven Funaki Adams (* 20. Juli 1993 in Rotorua, Neuseeland) ist ein neuseeländischer Basketballspieler, der seit Sommer 2024 bei den Houston Rockets in der nordamerikanischen Profiliga NBA unter Vertrag steht. Nachdem Adams 2011 eine Saison für die Wellington Saints gespielt hatte, war er 2012 in die USA gezogen, um für Pittsburgh College-Basketball zu spielen. Im Juni 2013 wurde er von den Thunder mit dem 12. Pick in der NBA-Draft 2013 ausgewählt.

## Karriere

### Anfangszeit
Adams wuchs in Neuseeland auf und spielte zunächst für die Wellington Saints in der neuseeländischen Basketballliga NBL. Bereits im ersten Jahr wurde er Basketballmeister und Rookie des Jahres. Er wechselte 2011 für sein letztes Senior-Jahr an der High-School in die USA und spielte für die  Notre Dame Preparatory School. Er entwickelte sich zu einem der besten High-School-Center des Landes und entschied sich auf Collegeebene für die University of Pittsburgh zu spielen. In seinem einzigen Collegejahr als Freshman für Pittsburgh, erzielte er 7,2 Punkte, 6,3 Rebounds und 2,0 Blocks in 23,4 Minuten pro Spiel. Danach erklärte er seine Anmeldung für die NBA-Draft.

### NBA
In der NBA-Draft 2013 wurde Adams vom Oklahoma City Thunder an 12. Stelle ausgewählt. Er war damit der erste Neuseeländer, der in der ersten Draftrunde gezogen wurde. In seinem ersten NBA-Jahr erzielte Adams 3,9 Punkte, 4,1 Rebounds und 1,3 Blocks, was ihm eine Berufung in das NBA All-Rookie Second Team einbrachte. Ab der Saison 2014–15 war Adams fester Bestandteil der Thunder Rotation und half dem Team mit seiner physischen Spielweise. So kam er in der Saison 2015–16 auf 8,0 Punkte und 6,7 Rebounds in 25 Minuten pro Spiel. Zudem traf er 61,3 % seiner Feldwürfe.
Im Oktober 2016 unterzeichnete Adams einen mit 100 Millionen Dollar dotierten Vierjahresvertrag mit Oklahoma Thunder.
Vor der Saison 2020/21 wurde Adams im Rahmen eines 4-Team-Trades zu den New Orleans Pelicans transferiert.
Nach einer Spielzeit bei den Pelicans wurde der Neuseeländer im August 2021 per Trade an die Memphis Grizzlies abgegeben. Im Oktober 2022 einigte sich Adams auf einen neuen Zweijahresvertrag mit den Grizzlies.
Im Oktober 2023, kurz vor dem Start der Saison 2023/24, unterzog sich Adams einer Knie-Operation, wodurch er die gesamte Spielzeit verletzt aussetzen muss.

## Spielstil
Steven Adams' größte Stärken sind das Setzen von Screens und Rebounding. Neben einem Karrierewert von durchschnittlich 8 Rebounds pro Spiel überzeugt er speziell mit seinen Qualitäten beim offensiven Rebounding. In der Saison 2022/23 stellte er mit 6,8 offensiven Boards pro Spiel die höchste Anzahl der NBA.
Seine größte Schwäche ist die Freiwurfquote mit durchschnittlich 53 % im Laufe seiner Karriere.

## Persönliches
Adams Vater stammt aus England, seine Mutter kommt aus Tonga. Er hat 17 Geschwister, darunter auch die Leichtathletin und Olympiasiegerin Valerie Adams. Wegen seiner Ähnlichkeit mit Jason Momoa wird er von Medien und Fans auch Aqua Man genannt.

## Karriere-Statistiken

### NBA

#### Reguläre Saison
| Saison  | Team          | GP  | GS  | MPG  | FG % | 3P % | FT % | RPG  | APG | SPG | BPG | PPG  |
| ------- | ------------- | --- | --- | ---- | ---- | ---- | ---- | ---- | --- | --- | --- | ---- |
| 2013–14 | Oklahoma City | 81  | 20  | 14.8 | .503 | —    | .581 | 4.1  | 0.5 | 0.5 | 0.7 | 3.3  |
| 2014–15 | Oklahoma City | 70  | 67  | 25.3 | .544 | .000 | .502 | 7.5  | 0.9 | 0.5 | 1.2 | 7.7  |
| 2015–16 | Oklahoma City | 80  | 80  | 25.2 | .613 | —    | .582 | 6.7  | 0.8 | 0.5 | 1.1 | 8.0  |
| 2016–17 | Oklahoma City | 80  | 80  | 29.9 | .571 | .000 | .611 | 7.7  | 1.1 | 1.1 | 1.0 | 11.3 |
| 2017–18 | Oklahoma City | 76  | 76  | 32.7 | .629 | .000 | .559 | 9.0  | 1.2 | 1.2 | 1.0 | 13.9 |
| 2018–19 | Oklahoma City | 80  | 80  | 33.4 | .595 | .000 | .500 | 9.5  | 1.6 | 1.5 | 1.0 | 13.9 |
| 2019–20 | Oklahoma City | 63  | 63  | 26.7 | .592 | .333 | .582 | 9.3  | 2.3 | 0.8 | 1.1 | 10.9 |
| 2020–21 | New Orleans   | 58  | 58  | 27.7 | .614 | .000 | .444 | 8.9  | 1.9 | 0.9 | 0.7 | 7.6  |
| 2021–22 | Memphis       | 76  | 75  | 26.3 | .547 | .000 | .543 | 10.0 | 3.4 | 0.9 | 0.8 | 6.9  |
| 2022–23 | Memphis       | 42  | 42  | 27.0 | .597 | .000 | .364 | 11.5 | 2.3 | 0.9 | 1.1 | 8.6  |
| Gesamt  | Gesamt        | 706 | 641 | 26.8 | .587 | .067 | .536 | 8.2  | 1.5 | 0.9 | 1.0 | 9.2  |

#### Play-offs
| Saison  | Team          | GP | GS | MPG  | FG % | 3P % | FT % | RPG  | APG | SPG | BPG | PPG  |
| ------- | ------------- | -- | -- | ---- | ---- | ---- | ---- | ---- | --- | --- | --- | ---- |
| 2013–14 | Oklahoma City | 18 | 0  | 18.4 | .689 | —    | .348 | 4.1  | 0.2 | 0.1 | 1.3 | 3.9  |
| 2015–16 | Oklahoma City | 18 | 18 | 30.7 | .613 | .000 | .630 | 9.5  | 0.7 | 0.5 | 0.8 | 10.1 |
| 2016–17 | Oklahoma City | 5  | 5  | 31.4 | .643 | —    | .364 | 6.8  | 1.4 | 1.2 | 1.8 | 8.0  |
| 2017–18 | Oklahoma City | 6  | 6  | 33.4 | .587 | —    | .692 | 7.5  | 1.5 | 0.7 | 0.7 | 10.5 |
| 2018–19 | Oklahoma City | 5  | 5  | 31.8 | .667 | .000 | .375 | 7.2  | 1.4 | 1.0 | 1.0 | 11.5 |
| 2019–20 | Oklahoma City | 7  | 7  | 30.0 | .596 | .000 | .450 | 11.6 | 1.3 | 0.6 | 0.3 | 10.1 |
| 2021–22 | Memphis       | 7  | 5  | 16.3 | .429 | —    | .545 | 6.4  | 2.1 | 0.1 | 0.1 | 3.4  |
| Gesamt  | Gesamt        | 66 | 46 | 26.1 | .614 | .000 | .535 | 7.4  | 1.0 | 0.5 | 0.9 | 7.7  |